# 622
El 622 (DCXII) fou un any comú començat en divendres que marca l'inici del calendari islàmic 

## Esdeveniments
- S'inicia l'expansió de l'islam, és l'any de l'Hègira de Mahoma
- Fi de la segona edat d'or de l'Imperi Sassànida
- Batalla d'Issos (622)

## Naixements
- Al-Mukhtar ibn Abi-Ubayd ath-Thaqafí, revolucionari

## Necrològiques
- Valeric de Leuconay, sant cristià